# KAIST
L'Institut supérieur coréen des sciences et technologies, plus connu sous son acronyme anglais KAIST (Korea Advanced Institute of Science and Technology), (en hangeul : 카이스트) est l'une des plus grandes universités sud-coréennes.
C'est aussi l'une des meilleures universités du pays, où sont enseignées de nombreuses matières scientifiques comme l'informatique, la chimie et la bio-informatique.
Elle est composée de nombreux laboratoires dans ces différents domaines. Située dans la ville de Daejeon, à 150 km au sud de Séoul, elle fait partie, avec Séoul, du principal pôle scientifique du pays.
L'université fusionne avec l'ICU (Information Communication University) en 2009.

## Polémique autour de la création d'armes autonomes
En février 2018, le KAIST annonce un partenariat avec une entreprise spécialisée dans la défense et l'armement, Hanwha, l'un des leaders de la fabrication d'armes en Corée du Sud, dans le but de démarrer un projet pour développer l'intelligence artificielle appliquée aux armes militaires et ainsi « entrer dans la compétition mondiale de l'armement autonome ». Elle se dote à l'occasion d'un nouveau centre de recherche, spécialisé dans la convergence entre défense nationale et intelligence artificielle. Hanwha est par ailleurs un partenaire industriel plus que controversé car cette société fabrique des armes à sous-munitions, interdites par une convention de l'ONU, que la Corée du Sud n'a pas ratifiée. Le président de l'institut déclare qu'il n'a  « aucune intention de s'engager dans le développement de systèmes d'armes létaux autonomes et de robots tueurs ».
Le 4 avril 2018, 55 chercheurs spécialistes de l'intelligence artificielle d'une trentaine de pays annoncent boycotter l'Institut supérieur coréen des sciences et technologies (KAIST) pour avoir ouvert son nouveau laboratoire cherchant à utiliser l'intelligence artificielle pour fabriquer des armes autonomes, autrement dit, des « robots tueurs ». À l'origine de ce mouvement se trouve le professeur britannique Toby Walsh, féroce militant contre ce type de technologie, de l'université de Nouvelle-Galles du Sud à Sydney. Selon lui, l'institut sud-coréen travaille sur quatre types d'armes autonomes, dont un sous-marin. Plus de 20 pays demandent déjà l'interdiction totale de ces armes autonomes. 

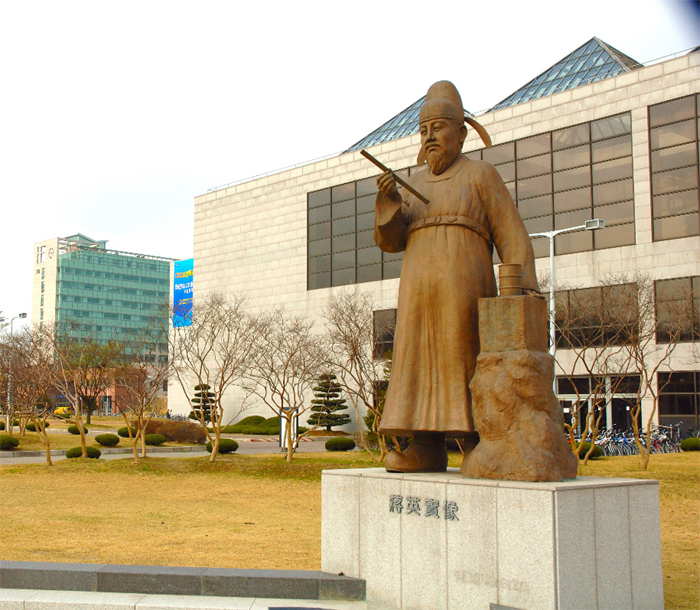
Une statue du scientifique coréen Jang Yeong-sil, devant la bibliothèque des sciences, campus Daejeon.